# Atraphaxis
Genre
Classification APG III (2009)

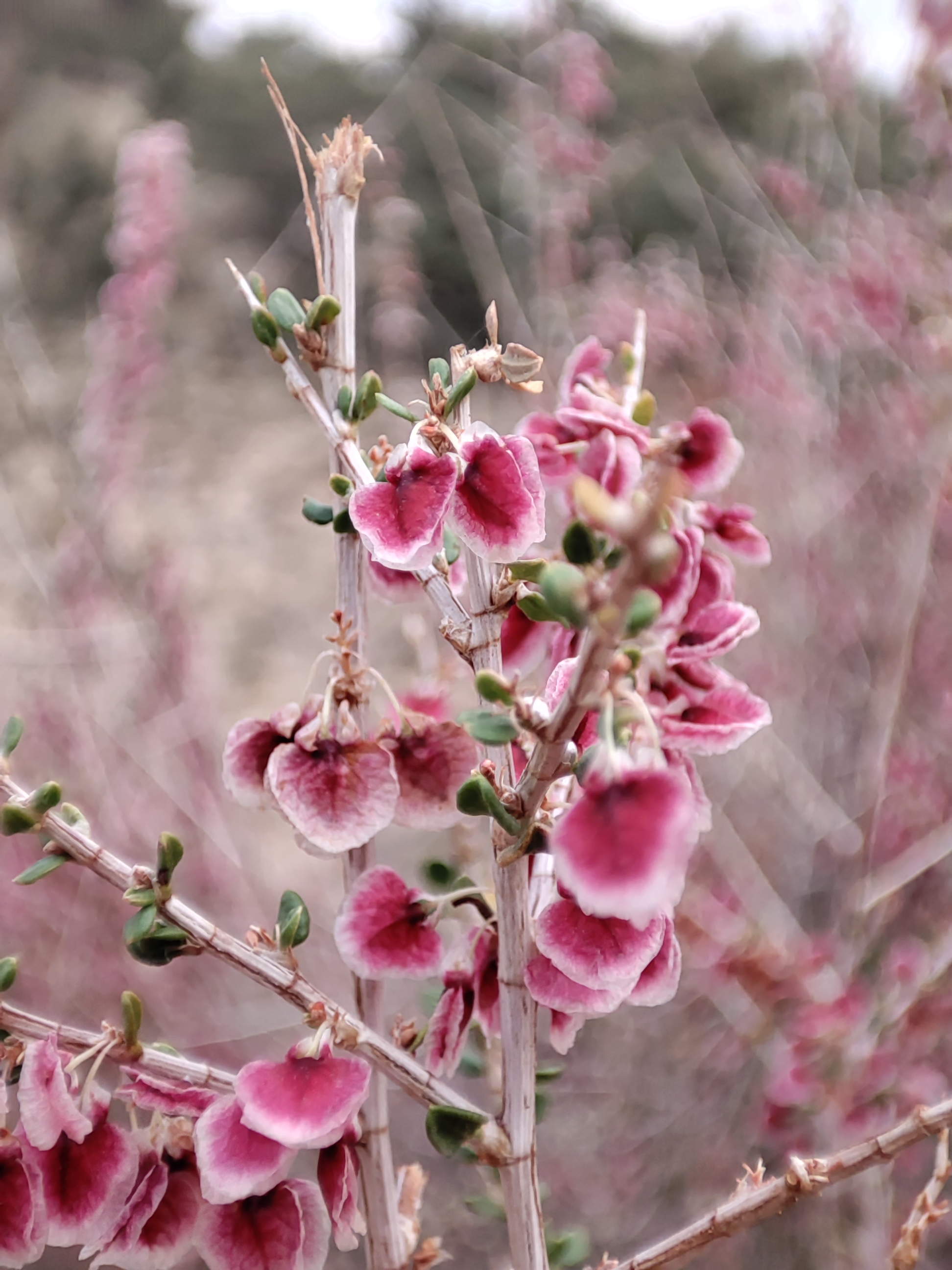
Atraphaxis L.

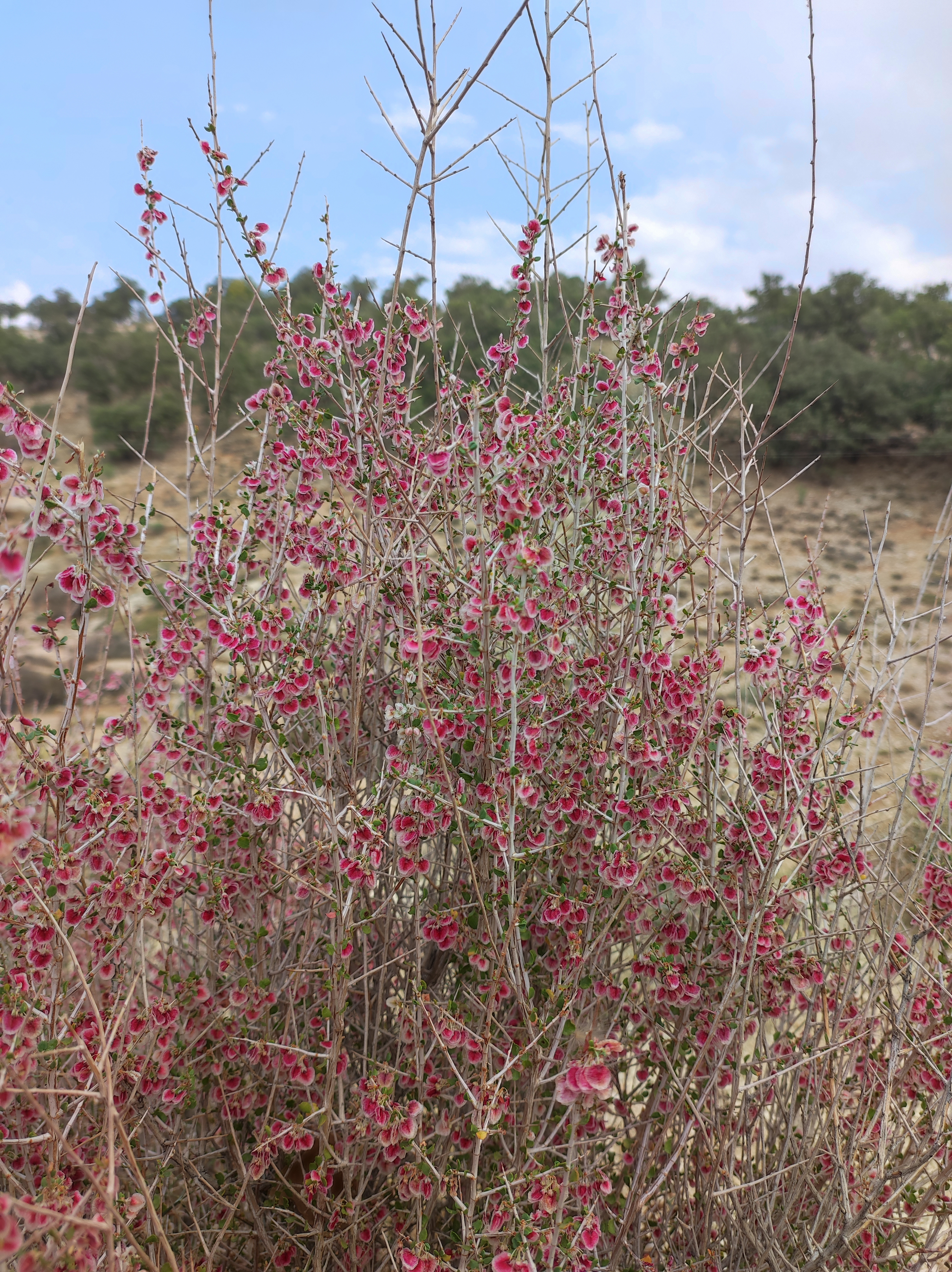
Atraphaxis, Iran

Atraphaxis est un genre de plantes à fleurs appartenant à la famille des Polygonaceae qui comprend vingt-cinq espèces. Elles se rencontrent dans les zones méditerranéennes de l'Europe et en Afrique du Nord, ainsi que dans les zones steppiques d'Asie centrale, d'Asie du Sud-Ouest et du nord de l'Asie.

## Taxonomie
Ce genre a été étudié par Carl von Linné en 1753 dans son ouvrage intitulé Species plantarum.
Synonymes
- Physopyrum Popov
- Tragopyrum M.Bieb.

Espèces
- Atraphaxis angustifolia Jaub. & Spach
- Atraphaxis aucheri Jaub. & Spach
- Atraphaxis avenia Botsch.
- Atraphaxis badghysi Kult.
- Atraphaxis billardieri Jaub. & Spach
- Atraphaxis bracteata Losinsk. (en)
- Atraphaxis canescens Bunge
- Atraphaxis caucasica (Hoffm.) Pavlov
- Atraphaxis compacta Ledeb.
- Atraphaxis daghestanica (Lovelius) Lovelius
- Atraphaxis decipiens Jaub. & Spach
- Atraphaxis frutescens (L.) K.Koch)
- Atraphaxis grandiflora Willd.
- Atraphaxis intricata Mozaff.
- Atraphaxis irtyschensis Chang Y.Yang & Y.L.Han
- Atraphaxis karataviensis Pavlov & Lipsch.
- Atraphaxis kopetdagensis Kovalevsk.
- Atraphaxis laetevirens (Ledeb.) Jaub. & Spach
- Atraphaxis macrocarpa Rech.f. & Schiman-Czeika
- Atraphaxis manshurica Kitag.
- Atraphaxis muschketowii Krasn.
- Atraphaxis pungens (M.Bieb.) Jaub. & Spach
- Atraphaxis pyrifolia Bunge
- Atraphaxis rodinii Botsch.
- Atraphaxis seravschanica Pavlov
- Atraphaxis spinosa L. (espèce-type)
- Atraphaxis suaedifolia Jaub. & Spach
- Atraphaxis teretifolia (Popov) Kom.
- Atraphaxis virgata (Regel) Krasn.[2]